# Ich bin das Licht der Welt
Die Worte Ich bin das Licht der Welt (lat. ego sum lux mundi) stellen eine Bildrede Jesu dar (Joh 8,12 ). Sie gehören zu einer Reihe von sieben „Ich-bin-Worten“ Jesu, die im Evangelium nach Johannes überliefert sind.

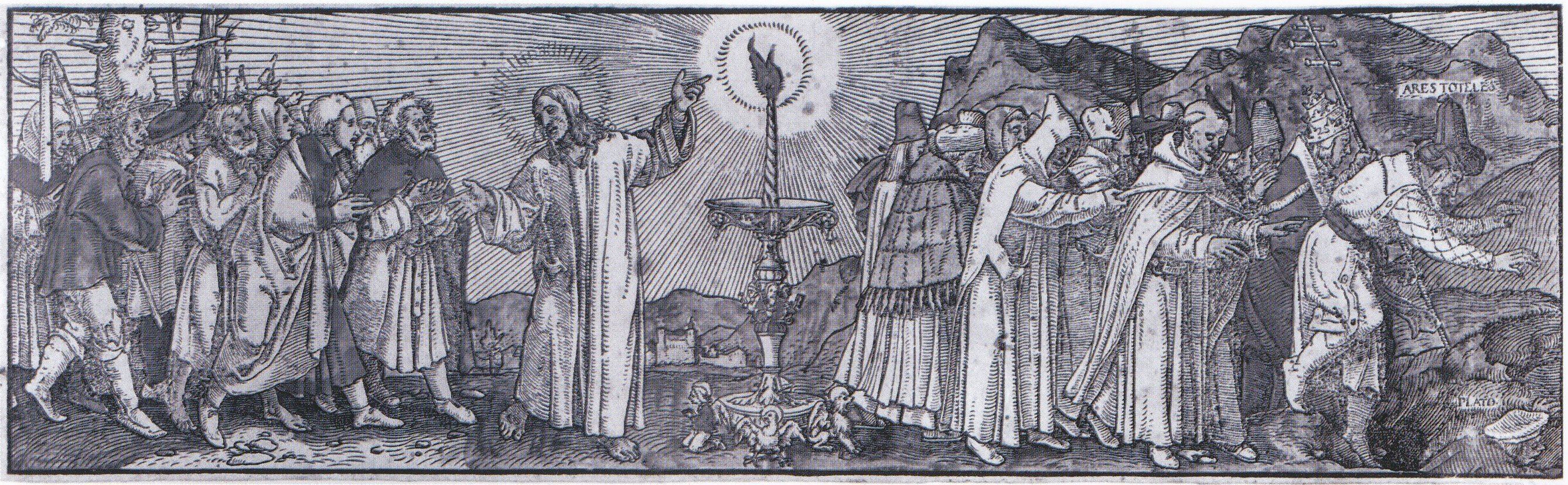
Hans Holbein der Jüngere: Christus das Licht, Holzschnitt 1527, Basel

## Inhalt
Der Ausspruch Jesu schließt unmittelbar an die Erzählung von der Ehebrecherin an, die durch Jesu Eingreifen vor der Steinigung bewahrt wurde. Daraufhin sprach Jesus dieses „Ich-bin“-Wort: 

„Da redete Jesus abermals zu ihnen und sprach: Ich bin das Licht der Welt. Wer mir nachfolgt, der wird nicht wandeln in der Finsternis, sondern wird das Licht des Lebens haben.“

## Deutung
Der Vers dürfte vor dem Hintergrund der nächtlichen Festbeleuchtung im Vorhof des Tempels beim Laubhüttenfest zu verstehen sein. Diese strahlt auf ganz Jerusalem aus. Analog dazu ist „Licht der Welt“ wohl im Sinne von „Licht für die Welt“ zu verstehen. Der Begriff „Licht des Lebens“ bezieht sich auf das ewige Leben. Die Bedeutung dieses Lichtes für die gesamte Welt wird im Alten Testament beispielsweise bereits in Jesaja 42,6  vorbereitet.

## Weitere biblische Verwendung von „Licht der Welt“
Eine verwandte Verwendung des Bildes vom „Licht der Welt“  ist im Evangelium nach Matthäus in Verbindung mit dem Bildwort vom Salz der Erde überliefert (Matthäus 5,14 ). In diesem Teil der Bergpredigt bezeichnet Jesus seine Jünger als das „Licht der Welt“. Die Jünger können selbst zum Licht der Welt werden, wenn Christus in ihnen wirkt.
Auch in der Überlieferung des Johannesevangeliums taucht das Bild von Jesus Christus als dem Licht für die Welt später noch einmal auf. Im zwölften Kapitel erklärte Jesus zunächst, dass, wer an ihn glaubt, im Grunde genommen nicht an ihn glaubt, sondern an den, der ihn gesandt hat (sprich: Gott Vater). Daraufhin greift er die Aussage des „Ich bin“-Wortes nochmals auf:

„Ich bin in die Welt gekommen als ein Licht, damit, wer an mich glaubt, nicht in der Finsternis bleibe.“

## Rezeption
Johannes Zwick nahm das Bild im 16. Jahrhundert auf in den Chorälen All Morgen ist ganz frisch und neu (EG 440, MG 195, ELKG² 680) bzw. Du höchstes Licht, du ewger Schein (EG 441, ELKG² 389), ebenso der Barockkomponist Georg Philipp Telemann in seiner Kantate Stern aus Jacob, Licht der Welt (TWV 1:1399).
William Holman Hunt schuf 1851/1856 das Gemälde Das Licht der Welt.